# Viljo Heino
Viljo Akseli Heino (ur. 1 marca 1914 w Iitti, zm. 15 września 1998 w Tampere) – fiński lekkoatleta długodystansowiec, mistrz Europy z 1946, olimpijczyk, wielokrotny rekordzista świata.

## Kariera
25 sierpnia 1944 w Helsinkach ustanowił rekordy świata w biegu na 6 mil czasem 28:36,6 oraz w biegu na 10 000 metrów czasem 29:35,4, w obu przypadkach odbierając je swemu rodakowi Taisto Mäkiemu. 30 września 1945  w Turku poprawił rekord świata w biegu na 10 mil uzyskując czas 49:41,6 oraz w biegu godzinnym wynikiem 19 339 m (poprzednie rekordy należały do Paavo Nurmiego).
Zdobył złoty medal w biegu na 10 000 metrów podczas mistrzostw Europy w 1946 w Oslo przed innym Finem Helge Perälä, a w biegu na 5000 metrów zajął 4. miejsce.
Poprawił własny rekord w biegu na 10 mil wynikiem 49:22,2 14 września 1946 w Helsinkach.
Zajął 11. miejsce w biegu maratońskim oraz nie ukończył biegu na 10 000 metrów na igrzyskach olimpijskich w 1948 w Londynie.
W czerwcu 1949 utracił rekord świata w biegu na 10 000 metrów na rzecz Emila Zátopka, ale odzyskał go 1 września tego roku w Kouvola, osiągając czas 29:27,2. Poprawił wówczas również swój rekord w biegu na 6 mil rezultatem 28:30,8. Rekord na 10 000 metrów przetrwał jedynie do 22 października tego roku (znowu odebrał mu go Zátopek), a w biegu na 6 mil do 1953 (nowym rekordzistą został Gordon Pirie).
Swój ostatni rekord świata Heino ustanowił 22 września 1949 w biegu na 20 000 metrów w Turku wynikiem 1:02:40,0.
Był mistrzem Finlandii w biegu na 5000 metrów w latach 1943-1946, w biegu na 10 000 metrów w 1943, 1946 i 1949 oraz w biegu przełajowym (na długim dystansie) w 1944, 1945, 1947 i 1948.